# Karl Mantel

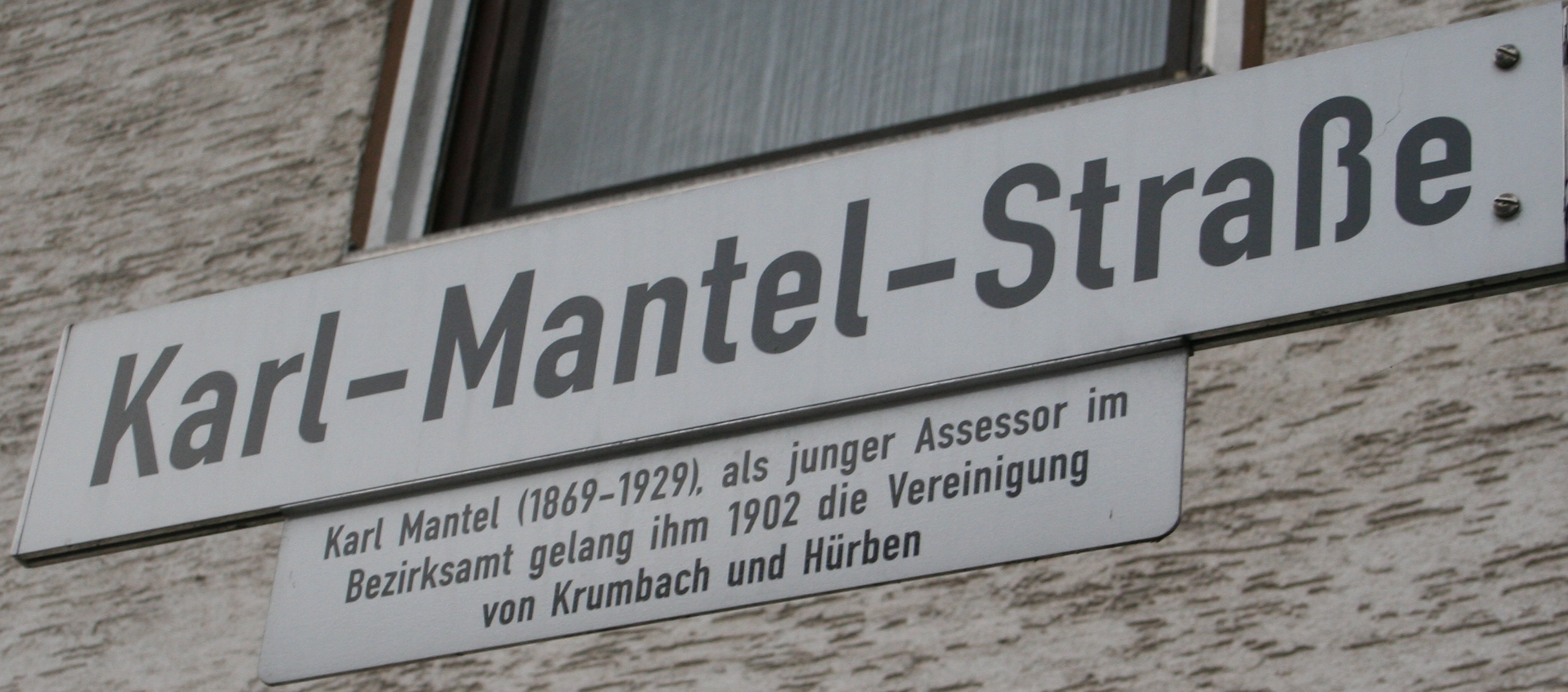
Karl-Mantel-Straße in Krumbach

Karl Mantel (* 13. Februar 1869 in Winnweiler; † 28. August 1929 in München) war Jurist und Münchner Polizeipräsident während des Hitlerputsches vom 8./9. November 1923.

## Werdegang
Karl Mantel studierte von 1887 bis 1891 Rechtswissenschaft an der Ludwig-Maximilians-Universität München und an der Friedrich-Wilhelms-Universität Berlin. In München wurde er wie viele männliche Familienmitglieder Mitglied des Corps Bavaria München.
1894 absolvierte er den Staatskonkurs (2. Staatsexamen, auch Assessorexamen).
Am 16. Oktober 1898 wurde er dem Bezirksamt Krumbach als Assessor zugeteilt.
Am 1. Juni 1905 wurde er dem Bezirksamt Augsburg als Assessor zugeteilt.
Am 1. September 1908 wurde er zum Regierungsassessor bei der Regierung von Niederbayern ernannt.
Am 1. Oktober 1908 wurde er zum Bezirksamtmann in Nabburg ernannt.
Am 1. Dezember 1914 wurde er zum Regierungsrat bei der Regierung der Oberpfalz in ernannt.
Am 16. Mai 1918 wurde er der Kreisregierung von Schwaben und Neuburg an der Donau zugeteilt.
Am 1. April 1920 wurde er zum Oberregierungsrat ernannt.
Ab 12. Mai 1923 wurde er Amtsverweser der Polizeidirektion München, nach dem der bisherige Polizeipräsident Eduard Nortz zum Generalstaatsanwalt ernannt worden war. Am 16. August 1923 wurde er offiziell dessen Nachfolger. Während des Hitlerputsches am 8./9. November 1923 wurde Mantel zusammen mit Ministerpräsident Eugen von Knilling, Justizminister Franz Gürtner, Innenminister Franz Schweyer, Landwirtschaftsminister Johannes Wutzlhofer und weiteren hochrangigen Politikern von 30 bewaffneten SA-Männern unter der Leitung von Rudolf Heß als Geisel genommen.
Mantel ließ die Beteiligung von Polizisten am Putschversuch überprüfen und fand eine große Anzahl seiner Männer unter den aktiven NSDAP-Leuten. Er ordnete sie jedoch als reine Mitläufer ein und wollten keine dienststrafrechtlichen Maßnahmen ergreifen. Andererseits war er sich über den Einfluss der NSDAP in seiner Behörde bewusst, und als die Justiz die Putschisten weitgehend schonte, wollte er wohl auch keinen großen Konflikt riskieren.
Daraus wurden ihm Vorwürfe gemacht, den Einfluss der Partei innerhalb der Polizeidirektion München nicht wirksam unterbunden zu haben. Insbesondere der Innenminister verlangte ein strikteres Durchgreifen. Im Dezember 1923 beantragte Mantel deshalb beim bayerischen Innenministerium ein Disziplinarverfahren gegen sich selbst. Außerdem ließ er fünf Beamte, die sich in führenden Funktionen am Putsch beteiligt hatten, aus dem Dienst entfernen. Das Innenministerium stellte daraufhin das Disziplinarverfahren ohne Sanktionen ein.
In der Folge zeigte er sich als entschiedener Gegner der NSDAP und traf mit Innenminister Karl Stützel zahlreiche Maßnahmen, um die NSDAP einzudämmen. Er verstarb nach kurzer schwerer Krankheit. In Hürben (Krumbach) wurde eine Straße nach ihm benannt.
Einer seiner Söhne war Ernst Mantel.
| Vorgänger    | Amt                                                        | Nachfolger  |
| ------------ | ---------------------------------------------------------- | ----------- |
| Eduard Nortz | Münchner Polizeipräsident 12. Mai 1923 bis 28. August 1929 | Julius Koch |